# ザ・スター (宝塚歌劇)
『ザ・スター』は宝塚歌劇団の舞台作品。
東京における併演作品は『ベルサイユのばら』、宝塚は『フィレンツェに燃える』。

## 解説
※『宝塚歌劇100年史（舞台編）』の宝塚大劇場公演のページを参照。
真帆志ぶきの宝塚退団公演のために作られた作品。過去のショーナンバー（パディ・ストーンによる振付の「バナナ・ボート・ソング」、「ココナッツ・ウーマン」等）を織り交ぜた構成となっている。

## 公演期間と公演場所
- 1974年11月2日 - 11月27日　東京宝塚劇場（月組公演）[1][3]　＊初演
- 1975年2月1日 - 2月27日　宝塚大劇場（雪組公演）[2]

## 宝塚大劇場公演のデータ
形式名は「ショー」。20景。副題は「さよなら真帆志ぶき」。

### スタッフ
- 作・演出：鴨川清作[2]
- 音楽：寺田瀧雄[4]、中井光晴[4]、吉崎憲治[4]
- 音楽指揮：橋本和明[4]
- 振付：朱里みさを[4]、喜多弘[4]、パティ・ストーン[4]
- 装置：静間潮太郎[4]、大橋泰弘[4]
- 衣装：静間潮太郎[4]
- 照明：今井直次[5]
- 音響・録音：松永浩志[5]
- 小道具：万波一重[5]
- 効果：中田正廣[5]
- 合唱指導：橋本和明[5]
- 演出補：草野旦[5]
- 演出助手：三木章雄[5]
- 制作：野田浜之助[5]
- ヘア・デザイン：畠山順吉[5]